# Kineo Kuwabara
Kineo Kuwabara (桑原 甲子雄, Kuwabara Kineo) (décembre 1913-10 décembre 2007) est un photographe et éditeur japonais, connu pour avoir photographié Tokyo pendant plus d'un demi-siècle.

## Biographie
Kineo Kuwabara naît à Tokyo, au Japon, en 1913. Il commence à prendre des photos autour de 1931 avec un Vest Pocket Kodak, mais son intérêt s'accroît à la suite d'une invitation de son voisin Hiroshi Hamaya à se rendre à une séance de prise de vues à Kamakura. Sa photo, prise avec un Leica C, remporte le deuxième prix au concours associé, ce qui le conduit à présenter ses travaux à des revues photographiques, qui les acceptent.
En 1940, il va en Mandchourie pour prendre des photos à des fins militaires.
Il revient après la guerre et devient rédacteur en chef du magazine Camera et par la suite édite d'autres magazines photographiques, présentant de nouveaux talents et critique photographique devant son propre travail.
Les propres photographies de Kuwabara font l'objet d'une attention plus critique à la fin des années 1960, mais la renaissance ne prend son essor qu'au milieu des années 1970 Il finit par être considéré comme l'un des plus grands photographes de rue, en particulier parmi ceux qui sont actifs avant la guerre. Alors que ses premières photographies de Tokyo sont concentrées sur Asakusa et ailleurs dans le quartier de Shitamachi (région traditionnellement peuplée par des artisans), ses photographies ultérieures (beaucoup d'entre elles en couleurs) montrent l'arrondissement de Setagaya à Tokyo, où il réside plus tard.
Nobuyoshi Araki fait beaucoup pour promouvoir le regain d'intérêt pour les œuvres de Kuwabara, et les deux organisent une exposition commune, Love you Tokyo, au Musée d'Art de Setagaya à l'été 1993.
Kuwabara meurt le 10 décembre 2007.

## Albums
- Tōkyō Shōwa jūichinen (東京昭和十一年?), Tokyo, Shōbunsha, 1975 (ohotographies prises entre 1935 et 1939, à Tokyo, particulièrement Shitaya-ku et Asakusa-ku.
- Manshū Shōwa jūgonen (満州昭和十五年?), Manchuria 1940, Tokyo, Shōbunsha, 1975.
- Watakushi no shashinshi (私の写真史?), Tokyo, Shōbunsha, 1976.
- Yume no machi: Kuwabara Kineo Tōkyō shashinshū (夢の町：桑原甲子雄東京写真集?), Tokyo : Shōbunsha, 1977.
- Tōkyō chōjitsu: Kuwabara Kineo shashinshū (東京長日：桑原甲子雄写真集?) (Tokyo Days), Sonorama Shashin Sensho 15, Tokyo, Asahi Sonorama, 1978.
- Tōkyō 1934-1993 (東京1934〜1993?), Tokyo, Shinchōsha (Kazuo Nishii), 1995.
- Kuwabara Kineo shashinten: Tōkyō Shōwa modan (桑原甲子雄写真展：東京昭和モダン?), Tokyo, Higashi Nihon Tetsudō Bunka Zaidan, 1995.
- Kuwabara Kineo (桑原甲子雄?), Nihon no Shashinka 19, Tokyo, Iwanami, 1998.
- Kuwabara Kineo: Raika to Tōkyō: Raika sutōrī bukku (桑原甲子雄：ライカと東京：ライカ・ストーリー・ブック?) (Kineo Kuwabara: Tokyo through a Leica), no 60, Kamera Rebyū: Kurashikku Kamera Senka (カメラレビュー：クラシックカメラ専科?), 2001.
- Tōkyō Shitamachi 1930 (東京下町?) (Downtown Tokyo 1930), 1930, Tokyo, Kawade Shobō, 2006.
- Rabu yū Tōkyō (ラブ・ユー・トーキョー?), Tokyo, Setagaya Art Museum, 1993 (catalogue d'une exposition tenue avec Nobuyoshi Araki, au musée d'art de Setagaya).